# Јужни талапојн
Јужни талапојн или анголски талапојн (Miopithecus talapoin) је врста примата из породице мајмуна Старог света (Cercopithecidae).

## Распрострањење
Врста има станиште у Анголи и ДР Конгу.

## Станиште
Станиште јужног талапојна је ограничено на густе вечнозелене шуме на обалама река, у којима преовладавају врсте дрвећа из рода миомбо (Brachystegia), такође су присутни и на пољопривредном земљишту, које је настало на простору искрчених миомбових шума.

## Начин живота
Исхрана јужног талапојна укључује воће. 

## Угроженост
Ова врста није угрожена, и наведена је као последња брига јер има широко распрострањење.

### Популациони тренд
Популациони тренд је за ову врсту непознат.